# 廣義相對論中的數學

## 狹義相對論
在狹義相對論中，微積分、矩陣為其所用到的主要數學工具，配合閔可夫斯基時空的轉換以及勞倫茲不變量的使用，粗略地描述了時、空的性質。當s'座標系在s座標系沿x軸作等速v運動時，其轉換以以下方程表示：
{\displaystyle x'={\frac {x-vt}{\sqrt {1-{\frac {v^{2}}{c^{2}}}}}}}
{\displaystyle y'=y}
{\displaystyle z'=z}
{\displaystyle t'={\frac {t-{\frac {v}{c^{2}}}x}{\sqrt {1-{\frac {v^{2}}{c^{2}}}}}}}
其具有以下不變形式：
{\displaystyle {c^{2}}{t^{2}}-x^{2}-y^{2}-z^{2}={c^{2}}{t'^{2}}-x'^{2}-y'^{2}-z'^{2}}
或者寫成微分形式
{\displaystyle {c^{2}}{dt^{2}}-dx^{2}-dy^{2}-dz^{2}={c^{2}}{dt'^{2}}-dx'^{2}-dy'^{2}-dz'^{2}}
在適當地選取座標系可使{\displaystyle c=1}
對於牛頓力學中的動量、能量作了以下的修正：
{\displaystyle \mathbf {p} =m\mathbf {v} }
{\displaystyle E=mc^{2}}
其中
{\displaystyle m={\frac {m_{0}}{\sqrt {1-{\frac {v^{2}}{c^{2}}}}}}}，:{\displaystyle m_{0}}為物質在靜止下的質量
能量和動量有以下關係：
{\displaystyle E^{2}={\left(pc\right)}^{2}+{\left(m_{0}c^{2}\right)}^{2}}

## 廣義相對論
狹義相對論僅限於等速、時空可近似平坦地情況下，然而在討論大尺度且有引力場的情況下，就必須使用廣義相對論。
愛因斯坦認為，慣性坐標系並沒有優於其他坐標系，一切的物理定律應在任何參考座標系下皆成立，所有的變換應都是協變的。因此，在其論文中，大量地使用稱之為張量(Tensor)的數學工具，其方程往往是非線性的，因此很難求解。

### 數學形式
一小段弧長ds平方的不變式
{\displaystyle ds^{2}=g_{\mu \nu }{dx^{\mu }}{dx^{\nu }}}
{\displaystyle g_{\mu \nu }}為度規張量
{\displaystyle {dx^{\mu }}}和{\displaystyle {dx^{\nu }}}為逆變張量

質點沿測地線運動，測地線方程可以用哈密頓原理或是平行位移(parallel transportation)等方式推導，以下為測地線方程：
{\displaystyle {\frac {d^{2}x^{\mu }}{ds^{2}}}+\Gamma _{\nu \sigma }^{\mu }{\frac {dx^{\nu }}{ds}}{\frac {dx^{\sigma }}{ds}}=0}
{\displaystyle \Gamma _{\nu \sigma }^{\mu }}為克里斯多福符號
在非歐式空間中，描述空間曲率的張量為黎曼－克里斯多福張量
{\displaystyle R_{\nu \rho \sigma }^{\beta }={\frac {\partial \Gamma _{\nu \sigma }^{\beta }}{\partial x^{\rho }}}-{\frac {\partial \Gamma _{\nu \rho }^{\beta }}{\partial x^{\sigma }}}+\Gamma _{\nu \sigma }^{\alpha }\Gamma _{\alpha \rho }^{\beta }-\Gamma _{\nu \rho }^{\alpha }\Gamma _{\alpha \sigma }^{\beta }}

## 外部連結
- 史丹佛大學廣義相對論的課程 （页面存档备份，存于）